# 貝克斯利希斯和克雷福德 (英國國會選區)

選區在大倫敦的位置

貝克斯利希斯和克雷福德（英語：Bexleyheath and Crayford），英國國會一自治市選區，包括大倫敦東部貝克斯利區的八個地方選區。
本區設立於1997年。2005年至今的當區議員為保守黨的大衛·伊文尼特。他在2010年大選中以50.5%選票連任成功。